# McDonnell Doodlebug
McDonnell Doodlebug – amerykańska awionetka, pierwszy samolot zaprojektowany przez Jamesa McDonnella, późniejszego założyciela McDonnell Aircraft Corporation (w późniejszym czasie przemianowanej na McDonnell Company i ostatecznie po fuzji z Douglas Aircraft Company - McDonnell Douglas Corporation). Samolot został zaprojektowany na ogłoszony w 1927 roku międzynarodowy konkurs Guggenheim Safe Aircraft Competition, ale nie udało mu się go wygrać z powodu kilku awarii. W późniejszym czasie Doodlebug był wielokrotnie prezentowany na różnych pokazach lotniczych, aż w 1931 roku został sprzedany do National Advisory Committee for Aeronautics.

## Tło historyczne
Po ukończeniu studiów w Princeton University w 1921 roku z tytułem licencjata fizyki (Bachelor of Science (Physics)), McDonnell rozpoczął następne studia w Massachusetts Institute of Technology na kierunku aeronautyka (aeronautical engineering). W tym czasie McDonell stał się wielkim entuzjastą lotnictwa i w 1923 roku zapisał się do rezerwy Armii (Commissoned Reserve), kończąc tam kurs pilota Army Air Service, w której to formacji odbył rok służby. W 1925 roku ukończył uczelnię otrzymując tytuł magistra aeronautyki (Diploma of Master of Science of Aeronautical Engineering). Jeszcze w trakcie studiów w 1924 roku zaczął pracować jako konstruktor lotniczy w zakładach Huff-Daland Aero Corporation. Po kilku miesiącach pracy w Huff-Daland przeniósł się do firmy Consolidated Aircraft. Następnie pracował także dla firm Stout Metal Airplane Company (gdzie współprojektował samolot 3-AT, pierwowzór późniejszej serii Trimotor). W latach 1926–28 został głównym inżynierem w Hamilton Aero Manufacturing w Milwaukee, gdzie zaprojektował serię jednosilnikowych samolotów transportowych o konstrukcji metalowej (między innymi samoloty H-45 i H-47, które były używane przez liczne amerykańskie linie lotnicze).
30 kwietnia 1927 roku fundacja Daniel Guggenheim Fund for the Promotion of Aeronautics należąca do amerykańskiego filantropa Daniela Guggenheima ogłosiła konkurs na lekki samolot szkolny, którego konstrukcja miała pokazywać „prawdziwy postęp w bezpieczeństwie lotu”. Zamierzeniem Guggenheima było skonstruowanie niewielkiego, bezpiecznego i taniego samolotu, który mógłby się stać „powietrznym Modelem T”. Główna nagroda konkursu wynosiła 100 tysięcy dolarów, było także pięć nagród dodatkowych po 10 tysięcy dolarów, które miały być przyznane samolotom spełniającym następujące wymagania techniczne:
- minimalna prędkość przelotowa wynosząca najwyżej 35 mil na godzinę (56 km/h),
- stabilny lot przez pięć minut przy porywistym wietrze bez dotykania przez pilota sterów przy prędkości od 45 do 100 mil na godzinę (72-160 km/h),
- bezsilnikowy lot do maksymalnej prędkości 38 mil na godzinę (61 km/h),
- lądowanie znad przeszkody o wysokości 35 stóp (11 m) z maksymalnym dobiegiem 300 stóp (91 m),
- start nad 35-stopową przeszkodą z maksymalnym rozbiegiem 500 stóp (152 m)[3].

McDonnell wraz z dwoma znajomymi Constantinem Zakhartchenko i Jamesem Cowlingiem zdecydowali się wystawić do konkursu ich własny samolot. Założyli w tym celu spółkę J. S. McDonnell Jr & Associates i pracując po godzinach w prywatnym garażu zaprojektowali i zbudowali Doodlebuga (doodlebug to ogólna nazwa niewielkich latających robaczków, zazwyczaj odnosi się do owadów z rodziny mrówkolwowatych).

## Opis konstrukcji
Doodlebug był dwumiejscowym dolnopłatem o konstrukcji metalowej krytej w większości płótnem i miejscami cienką blachą. Skrzydła samolotu miały dla ułatwienia konstrukcji prosty, prostokątny obrys. Przymocowane były do kadłuba zewnętrznymi zastrzałami. Samolot był napędzany siedmiocylindrowym silnikiem gwiazdowym Warner Scarab o mocy 110 koni mechanicznych z dwupłatowym śmigłem.
Bardzo zaawansowana była mechanizacja skrzydła, które został zoptymalizowane dla dobrych osiągów przy niskich prędkościach. Na całej długości krawędzi natarcia znajdowały się automatyczne skrzela, a na dwóch trzecich krawędzi spływu umieszczono klapy szczelinowe.
Główne koła nieruchomego podwozia trójkołowego z kołem ogonowym zostały wyposażone w amortyzatory.
Samolot mierzył 35 stóp rozpiętości (10,67 m), 21 stóp i 4 cale długości (6,5 m). Powierzchnia skrzydeł wynosiła 196,5 stóp kwadratowych (18,25 m²). Masa własna wynosiła 1250 funtów (567 kg), a masa startowa do 1800 funtów (816 kg). Prędkość maksymalna wynosiła 110 mil na godzinę (177 km/h), a maksymalny czas lotu wynosił do pięciu godzin.

## Historia

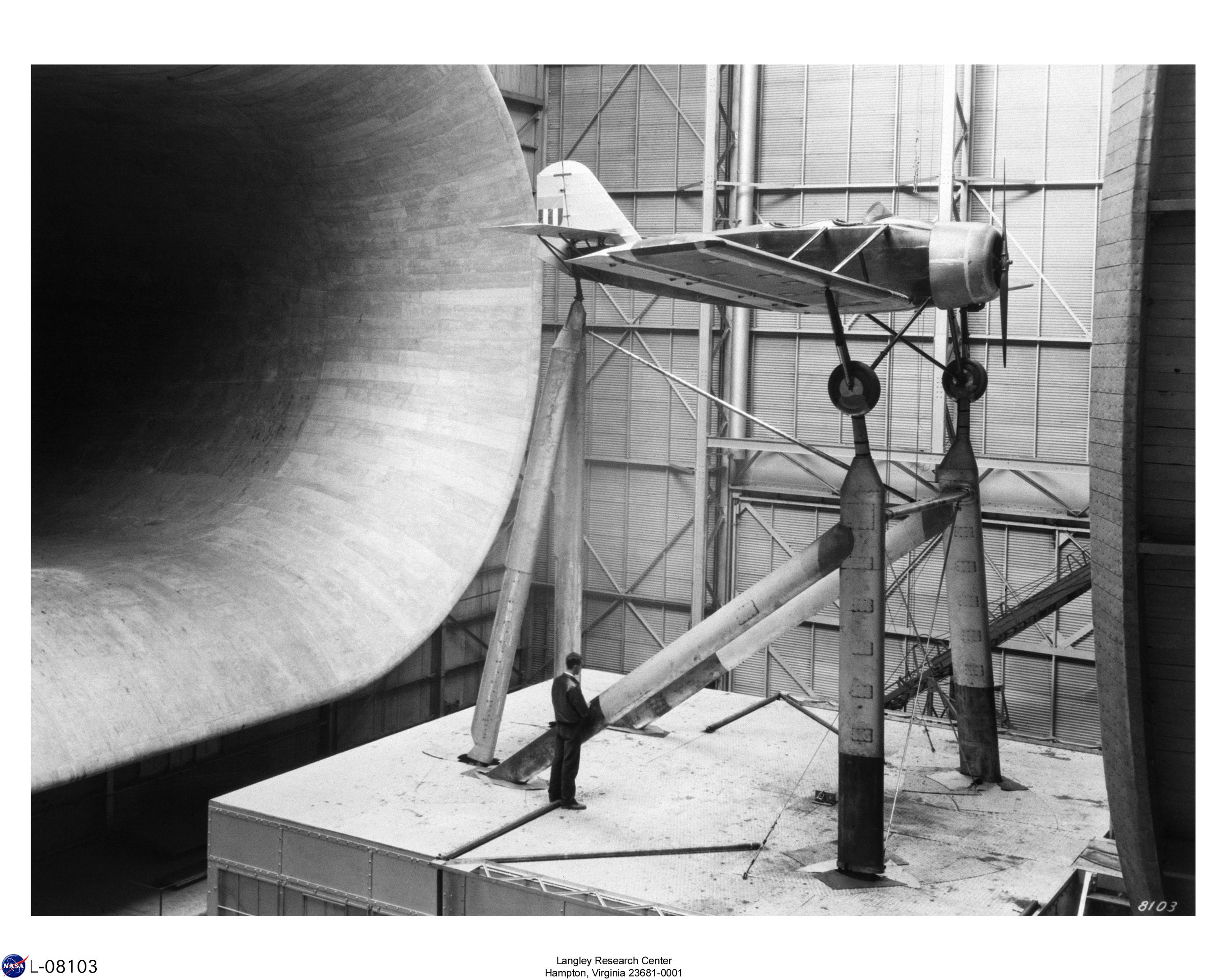
Doodlebug ze zmienioną owiewką silnika w tunelu aerodynamicznym

Samolot budowany był w garażu należącym do firmy Hamilton Aero Manufacturing. Koszty jego konstrukcji wyniosły około 30 tysięcy dolarów, samolot został w większości sfinansowany przez Philipa Wrigleya, magnata produkcji gumy do żucia. Jego budowę ukończono październiku 1927 roku, zbyt późno aby można go było oficjalnie zgłosić do konkursu, jednak jego konstruktorzy otrzymali kilka dodatkowych dni na zgłoszenie go i 15 listopada 1929 roku wykonał on pierwszym lot. Za sterami zasiadł James McDonnell.
W kilka dni później Doodlebug został przewieziony na lotnisko Mitchel Field w Nowym Jorku, gdzie odbywał się konkurs. Już na miejscu samolot został kilkakrotnie uszkodzony, z czego raz przy awaryjnym lądowaniu, niemniej konstrukcja była na tyle obiecująca, że sędziowie pozwolili na przewiezienie samolotu do Milwaukee w celu napraw i ponowne zgłoszenie go do konkursu. Po naprawieniu Doodlebuga McDonnell próbował nim przelecieć do Nowego Jorku, ale i tym razem samolot został ponownie uszkodzony przy lądowaniu, tym razem z powodu awarii silnika, i został skreślony z konkursu.
Niezrażony porażką McDonnell ponownie naprawił samolot i wziął w nim udział w wielu pokazach lotniczych demonstrując spektakularne możliwości bardzo krótkiego startu i lądowania Doodlebuga. W 1930 roku w czasie wyścigów National Air Races w Chicago, McDonnell wyznaczył białymi chorągiewkami koło o promieniu 150 stóp (45 metrów), a następnie zademonstrował start, lot i lądowanie wewnątrz tego koła. Minimalna prędkość Doodlebuga była określana na około 15-20 mil na godzinę (24-32 km/h), według ówczesnych relacji potrafił on unosić się w jednym miejscu ustawiony pod wiatr o takiej sile.
W 1931 roku McDonnell sprzedał samolot za 5000 dolarów do National Advisory Committee for Aeronautics (NACA - dzisiejsza National Aeronautics and Space Administration), gdzie używany był do testów w tunelu aerodynamicznym, między innymi do eksperymentów z wingletami.
Dooglebug był jedynym samolotem zaprojektowanym przez spółkę J. S. McDonnell Jr & Associates, która została rozwiązana. McDonnell kontynuował projektowanie różnego typu samolotów, ale musiał czekać aż do 1945 roku na seryjne zamówienie konstrukcji - był to FH-1 Phantom.